# Dublin and Kingstown Railway
La Dublin and Kingstown Railway (D&KR) è una linea ferroviaria storica dell'Irlanda che collega Dublino e il porto di Dún Laoghaire (Kingstown). È stata la prima ferrovia in Irlanda. Al 2012 fa parte della Dublino–Rosslare.

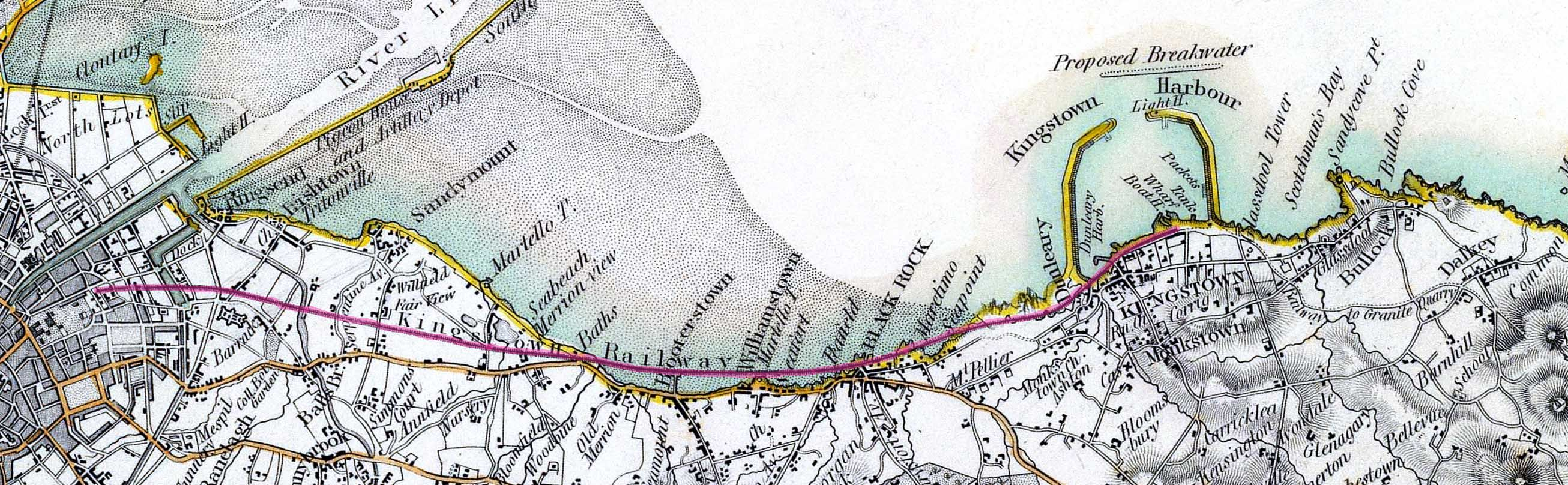
Tracciato della linea nel 1837

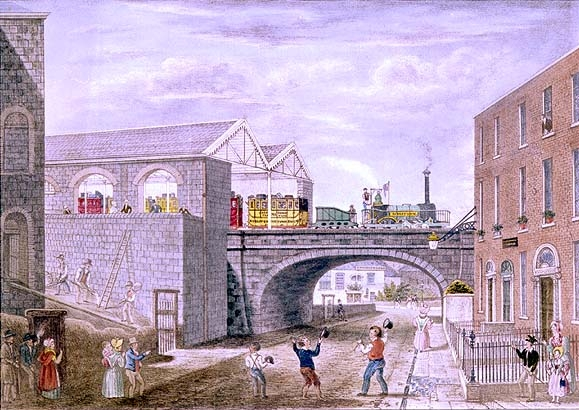
Vista posteriore della Westland Row Station, Cumberland St., primo treno del 1834

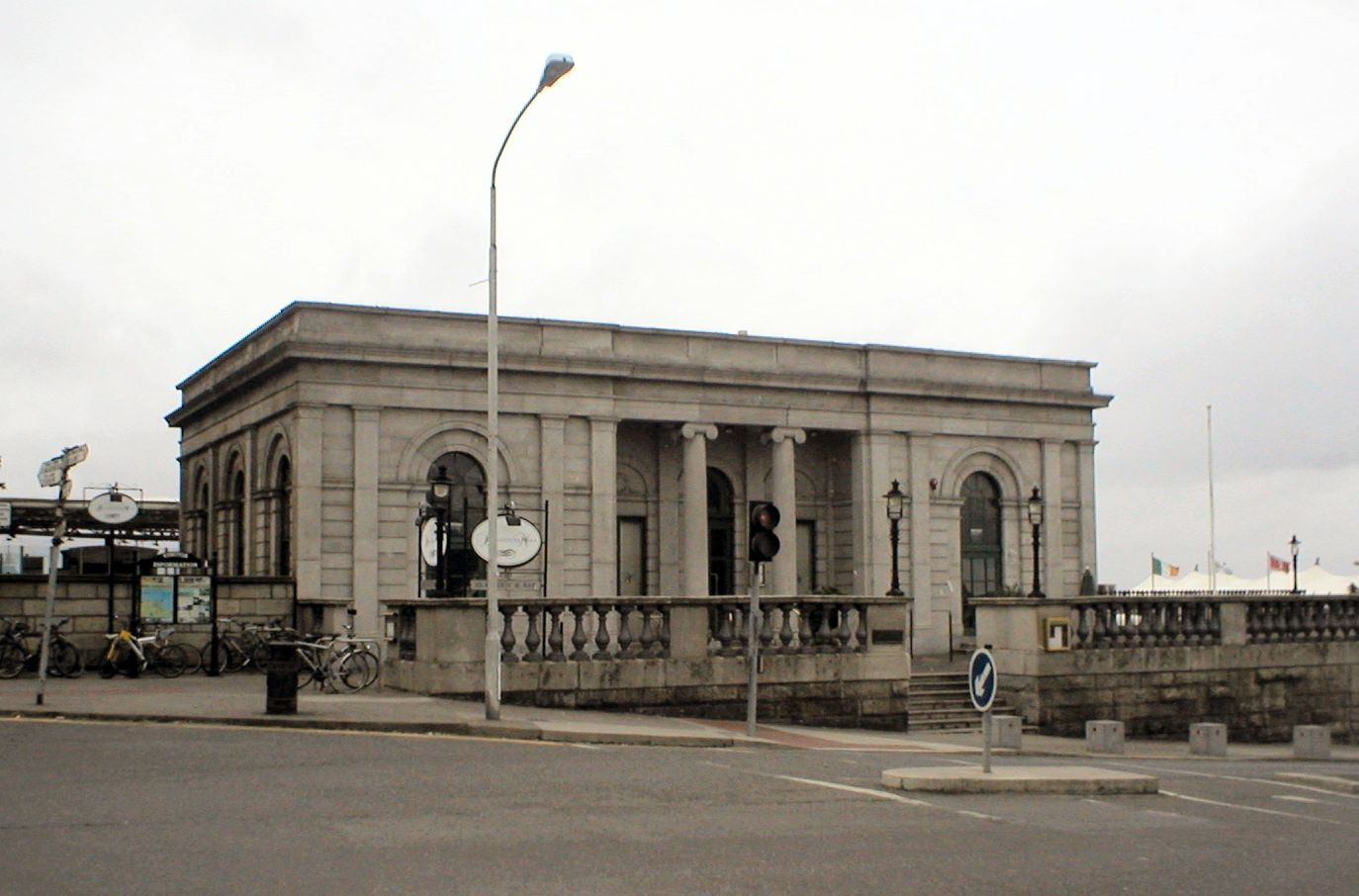
La stazione originale di Kingstown (1844 - 1971), oggi trasformata in ristorante

## Storia
La società ferroviaria Dublin and Kingstown Railway Company fu fondata nel 1831 da un gruppo di uomini di affari che nel breve tempo di due anni riuscirono ad ottenere la concessione per costruire la ferrovia tra Dublino e Kingstown.  Per la costruzione venne stipulato un contratto con William Dargan.
La costruzione dei 10 km di linea incontrò delle difficoltà riguardanti gli espropri dei terreni e altre compensazioni. Il primo treno percorse la ferrovia il 9 ottobre 1834; era composto di otto vagoni trainati dalla locomotiva a vapore Hibernia. La società D&KR in seguito inglobò anche la Dalkey Atmospheric Railway. Nel 1854 le linee vennero cedute alla Dublin, Wicklow and Wexford Railway che ne cambiò lo scartamento originario da 1435 mm in quello largo, di tipo irlandese, da 1600 mm.
Oggi la linea fa parte della Dublino–Rosslare ed è servita dai treni della Dublin Area Rapid Transit (DART).